# Hans Biebow

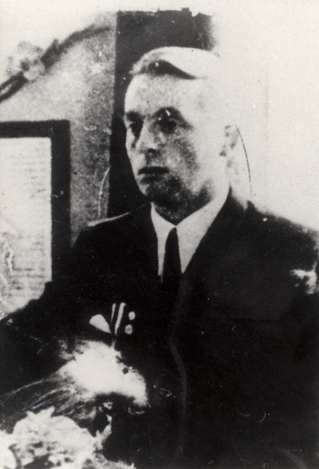
Hans Biebow, um 1942

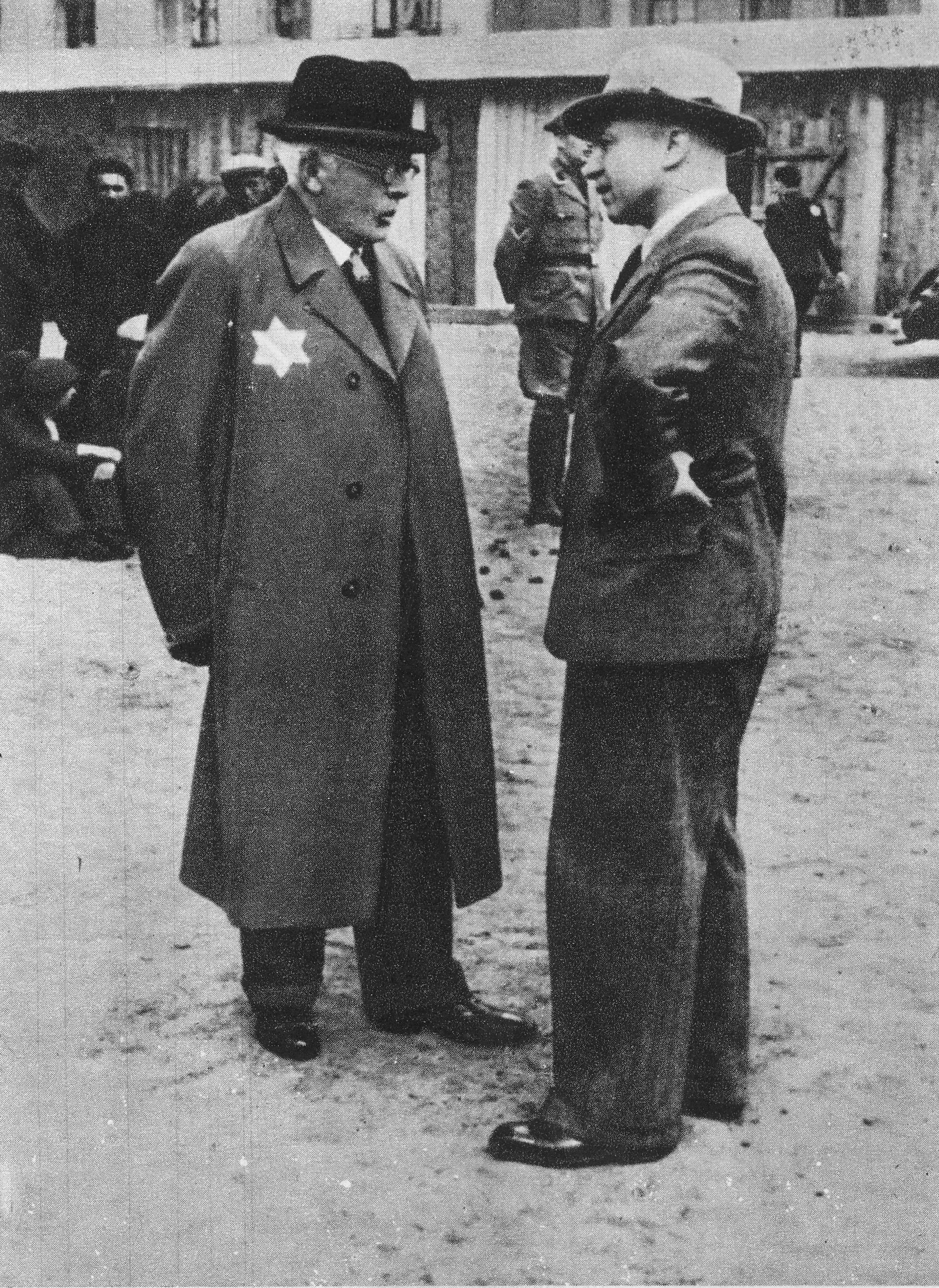
Biebow (rechts) und Chaim Rumkowski im Ghetto Litzmannstadt.

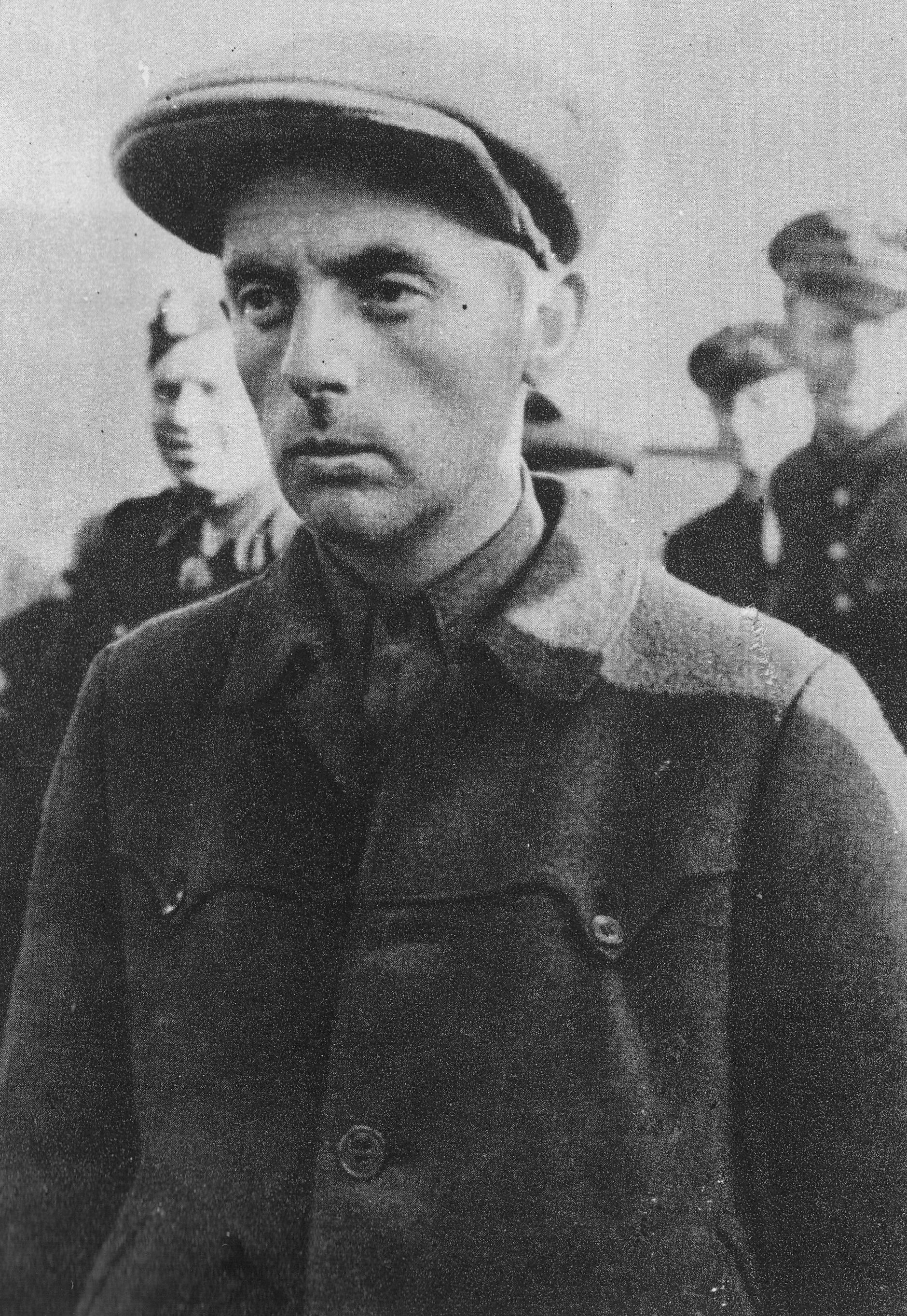
Biebow während seines Prozesses in Polen 1947.

Hans Biebow (* 18. Dezember 1902 in Bremen; † 23. Juni 1947 in Łódź) war Leiter der nationalsozialistischen deutschen Verwaltung des Ghettos Litzmannstadt in Łódź.

## Biografie

### Familie, Ausbildung und Beruf
Biebow war Sohn des Versicherungsdirektors Julius Biebow. Er absolvierte eine Realschule und wurde dann Lehrling bei seinem Vater. In der Zeit der großen Inflation wechselte er zur Getreide- und Futtermittelbank in Bremen und arbeitete im Getreidehandel. Etwa 1924 wechselte er in den Kaffeehandel und hatte bis zum Ausbruch des Zweiten Weltkrieges einen Jahresumsatz von einer Million Reichsmark und 250 Angestellte.
Am 16. Oktober 1937 beantragte er die Aufnahme in die NSDAP und wurde rückwirkend zum 1. Mai desselben Jahres aufgenommen (Mitgliedsnummer 4.963.663).

### Biebow als Ghetto-Leiter
Aufgrund seiner Bekanntschaft mit Reinhard Heydrich, dem Chef des SS-Sicherheitsdienstes ernannte ihn dieser am 1. Mai 1940 zum Leiter der Ernährungs- und Wirtschaftsstelle Ghetto. Biebow waren die 250 Mitglieder der deutschen „Ghetto-Verwaltung“ sowie der Judenrat im Ghetto Lodz unterstellt, der direkt an ihn berichten musste.
Biebow ordnete zunächst einen „Ankauf“ der Besitztümer der Juden zu einem Spottpreis an, was in der Zeit von November 1940 bis August 1942 zu Mehreinnahmen von 18.181.600 RM führte und einer Enteignung gleichkam. Die Schwerstarbeit, die die Juden im Ghetto verrichten mussten, warf einen monatlichen Gewinn von etwa 1 Mio. Reichsmark ab, ohne dass Biebow für die Zwangsarbeiter eine ausreichende Ernährung gewährleistete. Biebows Befehlsempfänger im Ghetto war Mordechai Chaim Rumkowski, der Vorsitzende des Judenrates, der bereits im November 1939 von den Nationalsozialisten zur Kollaboration gezwungen worden war.
1942 ordnete Biebow auf Befehl Himmlers die Deportation eines Großteils der Ghettobewohner in das Vernichtungslager Kulmhof (Chelmno) an. Bis Ende Mai 1942 wurden etwa 55.000 Personen nach Chelmno deportiert.
Nach einer Erklärung Biebows vom 10. Juni 1942 gab es im Ghetto wegen des Kräfteverfalls „keine Arbeitskräfte mehr, die zu körperlich schwerer Arbeit fähig wären“. Um die Arbeitsaufträge der Wehrmacht zu bewältigen, seien sogar Kinder ab zehn Jahren im Einsatz. Trotzdem gingen die Deportationen weiter, jetzt für Kinder unter zehn Jahren, nachdem Biebow eine allgemeine Ausgangssperre verhängt und eine brutale Menschenjagd durch die Gestapo veranlasst hatte.
Nachdem die Bevölkerung auf etwa 89.500 Personen geschrumpft war, hörten die Deportationen zunächst auf, begannen aber wieder im Juni 1944. Zu diesem Zeitpunkt erfolgte der Befehl zur totalen Liquidierung des Ghettos, die der Vorsitzende des Judenrates im Ghetto als „Verlegung“ bekannt geben musste. Biebow ließ die verbliebenen Juden in die Vernichtungslager Chełmno und vor allem nach Auschwitz deportieren, wo sie bis auf wenige Ausnahmen ermordet wurden.
Biebow konnte nach der Kapitulation 1945 zunächst in Deutschland untertauchen, wurde aber von einem Überlebenden des Ghettos erkannt und daraufhin verhaftet. Nachdem ihn die Alliierten an Polen ausgeliefert hatten, wurde er am 30. April 1947 in Łódź zum Tode verurteilt und am 23. Juni 1947 hingerichtet.

## Schriften
- Hans Biebow: Bericht an die Staatspolizeileitstelle Litzmannstadt vom 4. März 1942 über die Folgen des Hungers im Ghetto (Auszug) in Sammelwerk Nacht über Europa, Hg.: Wolfgang Schumann u. a., Bd. 2: Die faschistische Okkupationspolitik in Polen 1939 – 1945. Pahl-Rugenstein, Köln 1989 und VEB Deutscher Verlag der Wissenschaften, Berlin 1989 ISBN 3760912605 S. 217.